# Letolizumab
Il letolizumab (BMS-986004 secondo la Denominazione Comune Internazionale) è un anticorpo monoclonale umanizzato progettato per il trattamento di alcune patologie infiammatorie. È prodotto dalla casa farmaceutica Bristol-Myers Squibb.